# Campionato del mondo di calcio da tavolo 2006 - Categoria squadre open
Il Campionato del Mondo di Calcio da tavolo di Dortmund in Germania.
Fasi di qualificazione ed eliminazione diretta della gara a squadre della Categoria Open (18 giugno).
Per la classifica finale vedi Classifica.
Per le qualificazioni delle altre categorie:
- squadre individuale Open
- individuale Under19
- squadre Under19
- individuale Under15
- squadre Under15
- individuale Veterans
- squadre Veterans
- individuale Femminile
- squadre Femminile

## Gironi

### Girone 1
- Italia  -  Galles 4-0
- Galles  -  Repubblica Ceca 0-2
- Italia  -  Repubblica Ceca 4-0

### Girone 2
- Paesi Bassi  -  Austria 2-2
- Austria  -  Grecia 0-2
- Paesi Bassi  -  Grecia 2-1

### Girone 3
- Belgio  -  Francia 3-1
- Germania  -  Inghilterra 1-1
- Belgio  -  Inghilterra 4-0
- Germania  -  Francia 2-1
- Belgio  -  Germania 2-2
- Inghilterra  -  Francia 0-3

### Girone 4
- Spagna  -  Portogallo 2-1
- Malta  -  Danimarca 3-0
- Spagna  -  Danimarca 2-0
- Malta  -  Portogallo 2-1
- Spagna  -  Malta 3-1
- Danimarca  -  Portogallo 1-3

## Fase ad eliminazione diretta

### Quarti di Finale
- Italia  -  Germania 2-0
- Spagna  -  Grecia 1-2
- Belgio  -  Repubblica Ceca 4-0
- Malta  -  Paesi Bassi 1-0

### Semifinali
- Italia  -  Grecia 2-1
- Belgio  -  Malta 2-1

### Finale

#### Italia-Belgio3-1
| Efrem Intra          | Alexandre Torré | 2-0 |
| Massimo Bolognino    | Valéry Dejardin | 2-0 |
| Massimiliano Nastasi | Gil Delogne     | 2-0 |
| Antonio Mettivieri   | Alain Hanotiaux | 0-1 |